# Tubular Exchanger Manufacturers' Association
La Tubular Exchanger Manufacturers' Association (spesso abbreviato in TEMA) è un'associazione statunitense fondata nel 1939 che cura la pubblicazione di norme relative alla classificazione, dimensionamento e costruzione degli scambiatori a fascio tubiero e mantello.

## Classificazione TEMA degli scambiatori a fascio tubiero e mantello
Le norme TEMA classificano gli scambiatori a fascio tubiero e mantello in varie tipologie costruttive, individuando diverse tipologie di testa anteriore, mantello e testa posteriore.
In particolare le tipologie di teste anteriori e posteriori possono essere con o senza coperchio e in alcuni casi esiste la possibilità di sfilare il fascio tubiero assieme alla testa anteriore, in modo da facilitare le operazioni di pulizia durante la manutenzione dell'apparecchiatura.
Le diverse tipologie di mantello si differenziano per il percorso seguito dal fluido, che può presentare più passaggi e può dividersi in due (nelle configurazioni "split flow" e "divided flow"). Inoltre esiste una particolare tipologia di mantello chiamata "a caffetteria" (o "kettle reboiler"), che presenta uno spazio per raccogliere i vapori e viene quindi utilizzato nel caso in cui lo scambiatore di calore funga da ribollitore.
Esistono quindi molteplici tipologie costruttive, che sono date dalla combinazione di diverse teste e mantelli; per identificare ciascuna tipologia di scambiatore viene utilizzata una sigla composta da tre lettere: la prima lettera identifica la tipologia della testa anteriore, la seconda lettera identifica la tipologia del mantello e la terza lettera identifica la tipologia della testa posteriore. Ad esempio la sigla "BEM" identifica uno scambiatore con testa anteriore fissa, un passaggio lato mantello e testa posteriore fissa.

## Coefficienti di sporcamento
Le norme TEMA includono anche una lista dei coefficienti di sporcamento da utilizzare durante il dimensionamento degli scambiatori a fascio tubiero e mantello per la correzione del coefficiente di scambio termico globale.
Tali valori dipendono dalla natura dei fluidi coinvolti nel processo di scambio termico e in genere si aggirano intorno a 9×10-4-9×10-5 m2K/W.